# UEFA Futsal Champions League 2024-2025
La UEFA Futsal Champions League 2024-2025 è stata la 24ª edizione del torneo continentale riservato ai club di calcio a 5 vincitori nella precedente stagione del massimo campionato delle federazioni affiliate alla UEFA, la 7ª con questa denominazione. La competizione è iniziata il 20 agosto 2024 e si è conclusa con la Final Four giocata tra il 1° e il 4 maggio 2025 nella città di Le Mans, in Francia.
La squadra campione in carica era il Palma, che si è riconfermato vincendo la sua terza coppa continentale.

## Squadre partecipanti
Un totale di 56 squadre provenienti da 52 associazioni membri della UEFA (su un totale di 55) partecipano alla competizione. Le federazioni sono ordinate in base al loro coefficiente UEFA per determinare il numero di squadre che ognuna di esse può iscrivere:
- Le prime tre federazioni del ranking possono iscrivere due squadre
- La vincente dell'edizione 2023-24 è automaticamente qualificata e la sua federazione può iscrivere una seconda squadra. Se la federazione di provenienza è tra le prime tre del ranking, la quarta classificata può iscrivere una seconda squadra.
- Le altre federazioni iscrivono una squadra.

Per questa edizione, le prime tre federazioni in base al ranking sono Portogallo, Russia e Spagna. Dal momento che la squadra detentrice proviene dalla federazione spagnola, anche la quarta classificata, il Kazakistan, può iscrivere una seconda squadra. Dopo la decisione della UEFA di escludere tutte le squadre russe dalle sue competizioni a seguito del conflitto russo-ucraino, il diritto ad iscrivere una seconda squadra è stato trasferito alla squadra quinta classificata nel ranking, la Croazia.

### Ranking federazioni
Per determinare le  federazioni che hanno diritto a iscrivere due squadre viene utilizzato il ranking UEFA per nazionali di futsal maschile aggiornato ad aprile 2023,
| Rank | Federazione     | Coeff.   | Squadre |
| ---- | --------------- | -------- | ------- |
| 1    | Portogallo      | 2697.016 | 2       |
| 2    | Russia          | 2547.159 | 0       |
| 3    | Spagna (TH)     | 2494.422 | 2       |
| 4    | Kazakistan      | 2344.395 | 2       |
| 5    | Croazia         | 2035.784 | 2       |
| 6    | Ucraina         | 2010.147 | 1       |
| 7    | Azerbaigian     | 1977.359 | 1       |
| 8    | Serbia          | 1945.646 | 1       |
| 9    | Georgia         | 1924.716 | 1       |
| 10   | Slovenia        | 1891.854 | 1       |
| 11   | Italia          | 1877.471 | 1       |
| 12   | Polonia         | 1845.059 | 1       |
| 13   | Romania         | 1819.600 | 1       |
| 14   | Repubblica Ceca | 1815.227 | 1       |
| 15   | Finlandia       | 1814.563 | 1       |
| 16   | Slovacchia      | 1804.533 | 1       |
| 17   | Francia         | 1759.326 | 1       |
| 18   | Paesi Bassi     | 1740.688 | 1       |
| 19   | Armenia         | 1637.739 | 1       |

| Rank | Federazione          | Coeff.   | Squadre |
| ---- | -------------------- | -------- | ------- |
| 20   | Ungheria             | 1635.528 | 1       |
| 21   | Bosnia ed Erzegovina | 1609.649 | 1       |
| 22   | Belgio               | 1568.922 | 1       |
| 23   | Bielorussia          | 1521.865 | 1       |
| 24   | Moldavia             | 1514.719 | 1       |
| 25   | Macedonia del Nord   | 1451.512 | 1       |
| 26   | Germania             | 1442.547 | 1       |
| 27   | Lettonia             | 1387.402 | 1       |
| 28   | Svezia               | 1327.701 | 1       |
| 29   | Montenegro           | 1306.735 | 1       |
| 30   | Kosovo               | 1264.444 | 1       |
| 31   | Inghilterra          | 1204.183 | 1       |
| 32   | Danimarca            | 1199.225 | 1       |
| 33   | Lituania             | 1195.790 | 1       |
| 34   | Albania              | 1177.965 | 1       |
| 35   | Norvegia             | 1173.463 | 1       |
| 36   | Grecia               | 1164.389 | 1       |
| 37   | Turchia              | 1131.406 | 1       |

| Rank | Federazione      | Coeff.   | Squadre |
| ---- | ---------------- | -------- | ------- |
| 38   | Israele          | 1128.385 | 1       |
| 39   | Cipro            | 1090.591 | 1       |
| 40   | Svizzera         | 1066.246 | 1       |
| 41   | Bulgaria         | 1031.006 | 1       |
| 42   | Galles           | 1011.432 | 1       |
| 43   | Andorra          | 916.855  | 1       |
| 44   | Malta            | 830.007  | 1       |
| 45   | Gibilterra       | 809.650  | 1       |
| 46   | Austria          | 794.108  | 1       |
| 47   | Estonia          | 787.508  | 1       |
| 48   | San Marino       | 762.906  | 1       |
| 49   | Scozia           | 755.050  | 1       |
| 50   | Irlanda del Nord | 717.420  | 1       |
| (NR) | Irlanda          | —        | 1       |
| (NR) | Islanda          | —        | 1       |
| (NR) | Lussemburgo      | —        | 1       |
| (NR) | Fær Øer          | —        | DNE     |
| (NR) | Liechtenstein    | —        | DNE     |

Note
- (TH) – Nazione con il club detentore del titolo
- (DNE) – Nazione non partecipante
- (NR) – Nazione senza ranking

### Distribuzione delle squadre
La distribuzione delle squadre è regolata dal coefficiente UEFA delle squadre, basato sulle prestazioni delle squadre nelle ultime 3 stagioni.
|                                |                                | Squadre che accedono nel turno                               | Squadre provenienti dal turno precedente |
| ------------------------------ | ------------------------------ | ------------------------------------------------------------ | --- |
| Turno preliminare (32 squadre) | Turno preliminare (32 squadre) | - 32 squadre con ranking più basso                           | |
| Turno principale               | Percorso A (16 squadre)        | - Detentori del titolo - 15 squadre con ranking 1–11 e 16–19 | |
| Turno principale               | Percorso B (16 squadre)        | - 7 squadre con ranking 12–15 e 20-22                        | - 8 prime classificate del turno preliminare - 1 migliore seconda classificata del turno preliminare |
| Turno élite (16 squadre)       | Turno élite (16 squadre)       |                                                              | - 4 prime classificate del percorso A del turno principale - 4 seconde classificate del percorso A del turno principale - 4 terze classificate del percorso A del turno principale - 4 prime classificate del percorso B del turno principale |
| Final four (4 squadre)         | Final four (4 squadre)         |                                                              | - 4 prime classificate del turno élite |

### Lista
I club sono stati ordinati in base al loro coefficiente UEFA.

| Turno principale | Turno principale     |
| Percorso A       | Percorso A           |
| Rank             | Squadra              |
| ---------------- | -------------------- |
| TH               | Palma                |
| 1                | Sporting Lisbona     |
| 2                | Cartagena            |
| 3                | Braga                |
| 4                | Anderlecht           |
| 5                | Qairat               |
| 6                | Olmissum             |
| 7                | Dobovec              |
| 8                | Haladás              |
| 9                | Plzeň                |
| 10               | HIT Kiev             |
| 11               | Dinamo Zagabria      |
| 16               | Rekord Bielsko-Biała |
| 17               | Semej                |
| 18               | Prishtina 01         |
| 19               | United Galați        |
| Percorso B       |                      |
| 12               | Riga FC              |
| 13               | Étoile Lavalloise    |
| 14               | St. Andrews          |
| 15               | Žalgiris             |
| 20               | Stalìca Minsk        |
| 21               | Lučenec              |
| 22               | FON Banjica          |
| 23               | Differdange 03       |

| Turno preliminare | Turno preliminare |
| Rank              | Squadra           |
| ----------------- | ----------------- |
| 24                | Meta Catania      |
| 25                | Araz Naxçıvan     |
| 26                | Titograd          |
| 27                | Diamant Linz      |
| 28                | Hercegovina       |
| 29                | Minerva           |
| 30                | Akaa              |
| 31                | Tigers Roermond   |
| 32                | Yerevan FC        |
| 33                | Tirana            |
| 34                | Georgians Tbilisi |
| 35                | Amigo Northwest   |
| 36                | Hjørring          |
| 37                | Blue Magic        |
| 38                | Uddevalla         |
| 39                | AEL Limassol      |
| 40                | Weilimdorf        |
| 41                | AEK Atene         |
| 42                | Utleira           |
| 43                | Sillamäe Kalev    |
| 44                | Clic Chișinău     |
| 45                | Forca             |
| 46                | Fiorentino        |
| 47                | Manchester        |
| 48                | Rànger's          |
| 49                | Aberdeen          |
| 50                | Pro Cymru         |
| 51                | Sparta Belfast    |
| 52                | Şişli             |
| 53                | Ísbjörninn        |
| 54                | Europa FC         |
| 55                | Maccabi Netanya   |

## Formula
Il torneo si divide in tre turni preliminari e una fase finale:
- Turno preliminare: le 32 squadre con il ranking più basso sono divise in 8 gironi da 4 squadre, con le vincitrici dei gironi che accedono al turno successivo
- Turno principale:
  - Percorso A: Le 16 squadre partecipanti sono divise in 4 gironi da 4 squadre, con le prime tre di ogni girone che accedono al turno successivo.
  - Percorso B: 8 squadre entranti in questo turno e le 8 vincenti del turno preliminare sono divise in 4 gironi da 4 squadre, con le vincitrici dei gironi che accedono al turno successivo.
- Turno élite: Le 16 squadre qualificate sono divise in 4 gironi da 4 squadre, con le vincitrici dei gironi che accedono alla final four, che con semifinali e finale di sola andata decretano la squadra vincitrice.

### Criteri di classificazione
Nei turni preliminare, principale ed élite le squadre sono classificate in base ai punti ottenuti (3 per la vittoria, uno per il pareggio, 0 per la sconfitta). In caso di parità vengono applicati i seguenti criteri:
1. Maggior numero di punti nelle partite disputate fra le squadre in questione (scontri diretti);
2. Miglior differenza reti nelle partite disputate fra le squadre in questione;
3. Maggior numero di gol segnati nelle partite disputate fra le squadre in questione;
4. Se alcune squadre sono ancora a pari merito dopo aver applicato questi criteri, essi vengono riapplicati esclusivamente alle partite fra le squadre in questione per determinare la classifica finale. Se la suddetta procedura non porta a un esito, si applicano i seguenti criteri;
5. Miglior differenza reti in tutte le partite del girone;
6. Maggior numero di gol segnati in tutte le partite del girone;
7. Minor numero di punti disciplinari (rosso diretto= 3 punti, giallo = 1 punto, doppio giallo = 3 punti);
8. Coefficiente UEFA al momento del sorteggio per il turno in questione.

Se due squadre che hanno lo stesso numero di punti e hanno segnato e concesso lo stesso numero di gol si incontrassero all'ultima giornata e la partita finisse in parità si procederebbe allo svolgimento dei tiri di rigore. Questa procedura avrà luogo solo nel caso in cui non ci fossero altre squadre coinvolte e la partita fosse decisiva per il passaggio del turno.
Per determinare la migliore seconda classificata del turno preliminare vengono applicati i seguenti criteri:
1. Maggior numero di punti
2. Miglior differenza reti
3. Maggior numero di gol segnati
4. Minor numero di punti disciplinari (rosso diretto= 3 punti, giallo = 1 punto, doppio giallo = 3 punti);
5. Coefficiente UEFA al momento del sorteggio.

## Programma
Tutti i sorteggi si sono tenuti nella sede UEFA di Nyon, in Svizzera
| Fase              | Sorteggio       | Date                          |
| ----------------- | --------------- | ----------------------------- |
| Turno preliminare | 4 luglio 2024   | 20-25 agosto 2024             |
| Turno principale  | 4 luglio 2024   | 20-27 ottobre 2024            |
| Turno élite       | 31 ottobre 2024 | 26 novembre - 1 dicembre 2024 |
| Fase finale       | TBD             | 1-4 maggio 2025               |

## Turno preliminare

### Sorteggio
Il sorteggio per il turno preliminare si è tenuto il 4 luglio 2024, con le gare che si sono tenute tra il 20 e il 25 agosto 2024.
Le 32 squadre sono divise in 4 fasce in base al loro piazzamento nel ranking UEFA.
| Fascia 1        | Fascia 2          | Fascia 3       | Fascia 4        |
| --------------- | ----------------- | -------------- | --------------- |
| Meta Catania    | Yerevan FC        | Weilimdorf     | Rànger's        |
| Araz Naxçıvan   | Tirana            | AEK Atene      | Aberdeen        |
| Titograd        | Georgians Tbilisi | Utleira        | Pro Cymru       |
| Diamant Linz    | Amigo Northwest   | Sillamäe Kalev | Sparta Belfast  |
| Hercegovina     | Hjørring          | Clic Chișinău  | Şişli           |
| Minerva         | Blue Magic        | Forca          | Ísbjörninn      |
| Akaa            | Uddevalla         | Fiorentino     | Europa FC       |
| Tigers Roermond | AEL Limassol      | Manchester     | Maccabi Netanya |

### Gruppo A
| Squadra    | P.ti | G | V | N | P | GF | GS | DR  |
| ---------- | ---- | - | - | - | - | -- | -- | --- |
| Forca      | 9    | 3 | 3 | 0 | 0 | 21 | 7  | +14 |
| Titograd   | 6    | 3 | 2 | 0 | 1 | 9  | 12 | -3  |
| Blue Magic | 3    | 3 | 1 | 0 | 2 | 9  | 10 | -1  |
| Rànger's   | 0    | 3 | 0 | 0 | 3 | 8  | 18 | -10 |

### Gruppo B
| Squadra         | P.ti | G | V | N | P | GF | GS | DR  |
| --------------- | ---- | - | - | - | - | -- | -- | --- |
| Minerva         | 9    | 3 | 3 | 0 | 0 | 24 | 3  | +21 |
| Amigo Northwest | 6    | 3 | 2 | 0 | 1 | 12 | 8  | +4  |
| Fiorentino      | 3    | 3 | 1 | 0 | 2 | 4  | 18 | -14 |
| Pro Cymru       | 0    | 3 | 0 | 0 | 3 | 4  | 15 | -11 |

### Gruppo C
| Squadra    | P.ti | G | V | N | P | GF | GS | DR  |
| ---------- | ---- | - | - | - | - | -- | -- | --- |
| Akaa       | 7    | 3 | 2 | 1 | 0 | 16 | 5  | +11 |
| Weilimdorf | 6    | 3 | 2 | 0 | 1 | 12 | 8  | +4  |
| Tirana     | 4    | 3 | 1 | 1 | 1 | 8  | 7  | +1  |
| Ísbjörninn | 0    | 3 | 0 | 0 | 3 | 3  | 19 | -16 |

### Gruppo D
| Squadra         | P.ti | G | V | N | P | GF | GS | DR  |
| --------------- | ---- | - | - | - | - | -- | -- | --- |
| Tigers Roermond | 9    | 3 | 3 | 0 | 0 | 13 | 7  | +6  |
| Yerevan FC      | 6    | 3 | 2 | 0 | 1 | 11 | 9  | +2  |
| Manchester      | 3    | 3 | 1 | 0 | 2 | 10 | 8  | +2  |
| Şişli           | 0    | 3 | 0 | 0 | 3 | 4  | 14 | -10 |

### Gruppo E
| Squadra      | P.ti | G | V | N | P | GF | GS | DR  |
| ------------ | ---- | - | - | - | - | -- | -- | --- |
| Meta Catania | 9    | 3 | 3 | 0 | 0 | 19 | 3  | +16 |
| Utleira      | 6    | 3 | 2 | 0 | 1 | 9  | 7  | +2  |
| Hjørring     | 3    | 3 | 1 | 0 | 2 | 16 | 11 | +5  |
| Europa FC    | 0    | 3 | 0 | 0 | 3 | 2  | 25 | -23 |

### Gruppo F
| Squadra      | P.ti | G | V | N | P | GF | GS | DR  |
| ------------ | ---- | - | - | - | - | -- | -- | --- |
| Diamant Linz | 9    | 3 | 3 | 0 | 0 | 17 | 3  | +14 |
| AEK Atene    | 6    | 3 | 2 | 0 | 1 | 9  | 8  | +1  |
| AEL Limassol | 3    | 3 | 1 | 0 | 2 | 10 | 11 | -1  |
| Aberdeen     | 0    | 3 | 0 | 0 | 3 | 2  | 16 | -14 |

### Gruppo G
| Squadra           | P.ti | G | V | N | P | GF | GS | DR  |
| ----------------- | ---- | - | - | - | - | -- | -- | --- |
| Georgians Tbilisi | 9    | 3 | 3 | 0 | 0 | 16 | 3  | +13 |
| Hercegovina       | 6    | 3 | 2 | 0 | 1 | 9  | 8  | +1  |
| Clic Chișinău     | 3    | 3 | 1 | 0 | 2 | 5  | 8  | -3  |
| Maccabi Netanya   | 0    | 3 | 0 | 0 | 3 | 3  | 14 | -11 |

### Gruppo H
| Squadra        | P.ti | G | V | N | P | GF | GS | DR  |
| -------------- | ---- | - | - | - | - | -- | -- | --- |
| Uddevalla      | 9    | 3 | 3 | 0 | 0 | 18 | 8  | +10 |
| Araz Naxçıvan  | 6    | 3 | 2 | 0 | 1 | 17 | 5  | +12 |
| Sillamäe Kalev | 3    | 3 | 1 | 0 | 2 | 9  | 22 | -13 |
| Sparta Belfast | 0    | 3 | 0 | 0 | 3 | 8  | 17 | -9  |

## Turno principale

### Percorso A
I sorteggi per il turno principale si sono tenuti il 4 luglio 2024, con le gare che sono state disputate dal 22 al 27 ottobre 2024.

#### Sorteggio
| Fascia 1         | Fascia 2   | Fascia 3        | Fascia 4             |
| ---------------- | ---------- | --------------- | -------------------- |
| Palma            | Anderlecht | Haladás         | Rekord Bielsko-Biała |
| Sporting Lisbona | Qairat     | Plzeň           | Semej                |
| Cartagena        | Olmissum   | HIT Kiev        | Prishtina 01         |
| Braga            | Dobovec    | Dinamo Zagabria | United Galați        |

#### Gruppo 1
| Squadra              | P.ti | G | V | N | P | GF | GS | DR |
| -------------------- | ---- | - | - | - | - | -- | -- | -- |
| Cartagena            | 5    | 3 | 1 | 2 | 0 | 9  | 6  | +3 |
| Rekord Bielsko-Biała | 5    | 3 | 1 | 2 | 0 | 6  | 4  | +2 |
| Anderlecht           | 4    | 3 | 1 | 1 | 1 | 13 | 9  | +4 |
| HIT Kiev             | 1    | 3 | 0 | 1 | 2 | 5  | 14 | -9 |

#### Gruppo 2
| Squadra      | P.ti | G | V | N | P | GF | GS | DR |
| ------------ | ---- | - | - | - | - | -- | -- | -- |
| Braga        | 7    | 3 | 2 | 1 | 0 | 11 | 3  | +8 |
| Olmissum     | 5    | 3 | 1 | 2 | 0 | 10 | 6  | +4 |
| Plzeň        | 2    | 3 | 0 | 2 | 1 | 8  | 11 | -3 |
| Prishtina 01 | 1    | 3 | 0 | 1 | 2 | 7  | 16 | -9 |

#### Gruppo 3
| Squadra         | P.ti | G | V | N | P | GF | GS | DR  |
| --------------- | ---- | - | - | - | - | -- | -- | --- |
| Palma           | 9    | 3 | 3 | 0 | 0 | 18 | 2  | +16 |
| United Galați   | 4    | 3 | 1 | 1 | 1 | 5  | 7  | -2  |
| Dinamo Zagabria | 2    | 3 | 0 | 2 | 1 | 5  | 13 | -8  |
| Dobovec         | 1    | 3 | 0 | 1 | 2 | 4  | 10 | -6  |

#### Gruppo 4
| Squadra          | P.ti | G | V | N | P | GF | GS | DR  |
| ---------------- | ---- | - | - | - | - | -- | -- | --- |
| Qairat           | 9    | 3 | 3 | 0 | 0 | 12 | 3  | +9  |
| Sporting Lisbona | 6    | 3 | 2 | 0 | 1 | 10 | 7  | +3  |
| Semej            | 3    | 3 | 1 | 0 | 2 | 11 | 12 | -1  |
| Haladás          | 0    | 3 | 0 | 0 | 3 | 1  | 12 | -11 |

### Percorso B

#### Sorteggio
| Fascia 1          | Fascia 2       | Fascia 3-4      | Fascia 3-4        |
| ----------------- | -------------- | --------------- | ----------------- |
| Riga FC           | Stalìca Minsk  | Forca           | Meta Catania      |
| Étoile Lavalloise | Lučenec        | Minerva         | Diamant Linz      |
| St. Andrews       | FON Banjica    | Akaa            | Georgians Tbilisi |
| Žalgiris          | Differdange 03 | Tigers Roermond | Uddevalla         |

#### Gruppo 5
| Squadra           | P.ti | G | V | N | P | GF | GS | DR  |
| ----------------- | ---- | - | - | - | - | -- | -- | --- |
| Étoile Lavalloise | 9    | 3 | 3 | 0 | 0 | 16 | 5  | +11 |
| Minerva           | 6    | 3 | 2 | 0 | 1 | 6  | 6  | 0   |
| Stalìca Minsk     | 3    | 3 | 1 | 0 | 2 | 7  | 7  | 0   |
| Uddevalla         | 0    | 3 | 0 | 0 | 3 | 4  | 5  | -1  |

#### Gruppo 6
| Squadra         | P.ti | G | V | N | P | GF | GS | DR  |
| --------------- | ---- | - | - | - | - | -- | -- | --- |
| Riga FC         | 9    | 3 | 3 | 0 | 0 | 13 | 3  | +10 |
| FON Banjica     | 6    | 3 | 2 | 0 | 1 | 7  | 8  | -1  |
| Tigers Roermond | 3    | 3 | 1 | 0 | 2 | 11 | 10 | +1  |
| Forca           | 0    | 3 | 0 | 0 | 3 | 5  | 15 | -10 |

#### Gruppo 7
| Squadra           | P.ti | G | V | N | P | GF | GS | DR |
| ----------------- | ---- | - | - | - | - | -- | -- | -- |
| Lučenec           | 9    | 3 | 3 | 0 | 0 | 9  | 4  | +5 |
| St. Andrews       | 6    | 3 | 2 | 0 | 1 | 8  | 5  | +3 |
| Akaa              | 3    | 3 | 1 | 0 | 2 | 6  | 10 | -4 |
| Georgians Tbilisi | 0    | 3 | 0 | 0 | 3 | 2  | 6  | -4 |

#### Gruppo 8
| Squadra        | P.ti | G | V | N | P | GF | GS | DR  |
| -------------- | ---- | - | - | - | - | -- | -- | --- |
| Meta Catania   | 9    | 3 | 3 | 0 | 0 | 15 | 4  | +11 |
| Žalgiris       | 6    | 3 | 2 | 0 | 1 | 14 | 6  | +2  |
| Diamant Linz   | 3    | 3 | 1 | 0 | 2 | 7  | 14 | -7  |
| Differdange 03 | 0    | 3 | 0 | 0 | 3 | 2  | 14 | -12 |

## Turno élite
Il sorteggio per il turno élite si è tenuto il 31 ottobre 2024, con le gare che si sono disputate tra il 26 novembre e il 1° dicembre 2024.
Le 16 squadre qualificate sono state divise nelle fasce con il seguente criterio:
- Fascia 1: Vincenti dei gironi del percorso A
- Fascia 2: Seconde classificate dei gironi del percorso A
- Fasce 3 e 4 (urna unica): terze classificate dei gironi del percorso A e vincenti dei gironi del percorso B.

### Sorteggio
| Fascia 1  | Fascia 2             | Fascia 3-4      | Fascia 3-4        |
| --------- | -------------------- | --------------- | ----------------- |
| Cartagena | Rekord Bielsko-Biała | Anderlecht      | Étoile Lavalloise |
| Braga     | Olmissum             | Plzeň           | Riga FC           |
| Palma     | United Galați        | Dinamo Zagabria | Lučenec           |
| Qairat    | Sporting Lisbona     | Semej           | Meta Catania      |

### Gruppo A
| Squadra       | P.ti | G | V | N | P | GF | GS | DR  |
| ------------- | ---- | - | - | - | - | -- | -- | --- |
| Cartagena     | 9    | 3 | 3 | 0 | 0 | 18 | 3  | +15 |
| Riga FC       | 3    | 3 | 1 | 0 | 2 | 9  | 7  | +2  |
| Meta Catania  | 3    | 3 | 1 | 0 | 2 | 6  | 13 | -7  |
| United Galați | 3    | 3 | 1 | 0 | 2 | 4  | 14 | -10 |

### Gruppo B
| Squadra           | P.ti | G | V | N | P | GF | GS | DR |
| ----------------- | ---- | - | - | - | - | -- | -- | -- |
| Qairat            | 9    | 3 | 3 | 0 | 0 | 10 | 3  | +7 |
| Étoile Lavalloise | 4    | 3 | 1 | 1 | 1 | 10 | 11 | -1 |
| Olmissum          | 2    | 3 | 0 | 2 | 1 | 5  | 6  | -1 |
| Dinamo Zagabria   | 1    | 3 | 0 | 1 | 2 | 5  | 10 | -5 |

### Gruppo C
| Squadra          | P.ti | G | V | N | P | GF | GS | DR |
| ---------------- | ---- | - | - | - | - | -- | -- | -- |
| Sporting Lisbona | 7    | 3 | 2 | 1 | 0 | 15 | 7  | +8 |
| Anderlecht       | 6    | 3 | 2 | 0 | 1 | 10 | 7  | +3 |
| Braga            | 4    | 3 | 1 | 1 | 1 | 9  | 12 | -3 |
| Plzeň            | 0    | 3 | 0 | 0 | 3 | 6  | 14 | -8 |

### Gruppo D
| Squadra              | P.ti | G | V | N | P | GF | GS | DR  |
| -------------------- | ---- | - | - | - | - | -- | -- | --- |
| Palma                | 7    | 3 | 2 | 1 | 0 | 11 | 5  | +6  |
| Semej                | 6    | 3 | 2 | 0 | 1 | 14 | 5  | +9  |
| Rekord Bielsko-Biała | 4    | 3 | 1 | 1 | 1 | 6  | 9  | -3  |
| Lučenec              | 0    | 3 | 0 | 0 | 3 | 3  | 15 | -12 |

## Final four
La final four si è tenuta tra il 2 e il 4 maggio 2025. Le partite si sono svolte presso l'arena Antarès di Le Mans. In caso di parità al termine delle partite il regolamento prevedeva due tempi supplementari di 5' e, in caso di ulteriore parità, lo svolgimento dei tiri di rigore. Nella finale 3º posto non erano previsti tempi supplementari.

### Tabellone
|  | Semifinali       | Semifinali       | Semifinali |       |        | Finale           | Finale           | Finale          |  |
|  |                  |                  |            |       |        |                  |                  |                 |  |
|  | Qairat           | Qairat           | 3          |       |        |                  |                  |                 |  |
|  | Qairat           | Qairat           | 3          |       |        |                  |                  |                 |  |
|  | Cartagena        | Cartagena        | 2          |       |        |                  |                  |                 |  |
|  | Cartagena        | Cartagena        | 2          |       | Qairat | Qairat           | 4                |                 |  |
|  |                  |                  |            |       | Qairat | Qairat           | 4                |                 |  |
|  |                  |                  | Palma      | Palma | 9      |                  |                  |                 |  |
|  | Sporting Lisbona | Sporting Lisbona | Palma      | Palma | 9      | 0                |                  |                 |  |
|  | Sporting Lisbona | Sporting Lisbona |            |       |        | 0                |                  |                 |  |
|  | Palma            | Palma            | 3          |       |        | Finale 3º posto  | Finale 3º posto  | Finale 3º posto |  |
|  | Palma            | Palma            | 3          |       |        |                  |                  |                 |  |
|  |                  |                  |            |       |        |                  |                  |                 |  |
|  |                  |                  |            |       |        | Cartagena        | Cartagena        | 2 (3)           |  |
|  |                  |                  |            |       |        | Cartagena        | Cartagena        | 2 (3)           |  |
|  |                  |                  |            |       |        | Sporting Lisbona | Sporting Lisbona | 2 (1)           |  |

### Semifinali
| Arbitri: | Nicola Manzione Daniel Matkovic |

|                                            |           |                                        |
| Alisson 15'25'’, 36'26’ Cavalcanti 38'51"’ | Marcatori | 19'43'’ Dario Gil 39'32'’ (rig.) Motta |

| Arbitri: | Ondřej Černý Grigori Ošomkov |

|  |           |                                                       |
|  | Marcatori | 27'32'’ Gordillo 38'09'’ Rivillos 39'58'’ Luan Muller |

### Finale 3º posto
| Arbitri: | David Grøndal Nissen Dominykas Norkus |

|                                       |                      |                                              |
| MOtta 14'51'’ (rig.) Waltinho 34'33'’ | Marcatori            | 8'14'’ Tomás Paçó 16'05'’ (rig.) Sokolov     |
| Waltinho Darío Gil Motta              | Tiri di rigore 3 – 1 | Taynan Wesley França Tomás Paçó Diogo Santos |

### Finale
| Arbitri: | Dejan Veselič Damian Grabowski Ondřej Černý |
| Crono:   | Daniel Matković                             |

| |           |                                                               |
| Gordillo 6'03'’ Machado 18'00"’ Rivillos 18'56"’ Fabinho 22'12"’, 26'49"’, 27'28"’, 30'50"’ Neguinho 31'11"’ Maia 37'45"’ | Marcatori | 8'34'’ Ruiz 32'32'’ Tūrsağūlov 35'13'’ Rashit 39'28'’ Arrieta |